# Solomon Feferman
Pour les articles homonymes, voir Feferman.
Solomon Feferman (13 décembre 1928-26 juillet 2016) est un philosophe et mathématicien américain actif en logique mathématique. Né à New York, il obtient son Ph.D. en 1957 de l'université de Californie à Berkeley sous la direction d'Alfred Tarski. Il est professeur émérite Patrick Suppes (en) de sciences et humanité, avec des nominations aux départements de mathématiques et philosophie à l'université Stanford.
En 2003, Feferman est lauréat du prix Schock en logique et philosophie. En 2012, il est élu fellow de l'American Mathematical Society.
Feferman a été rédacteur en chef des Collected Works de Kurt Gödel.

## Publications (sélection)
- In the Light of Logic (Oxford University Press, 1998,  (ISBN 0-19-508030-0), Logic and Computation in Philosophy series).
- Avigad, J. ; Feferman, S. (1998), Gödel's functional (Dialectica) interpretation. Handbook of proof theory, 337–405, Stud. Logic Found. Math., 137, North-Holland, Amsterdam.
- Feferman, S. ; Vaught, R. L. (1959), The first order properties of products of algebraic systems, Fund. Math. 47, 57–103.
- Feferman, Solomon (1979), Constructive theories of functions and classes, Logic Colloquium 78 (Mons, 1978), pp. 159–224, Stud. Logic Foundations Math., 97, North-Holland, Amsterdam-New York.
- Feferman, Solomon (1975), A language and axioms for explicit mathematics. Algebra and logic (Fourteenth Summer Res. Inst., Austral. Math. Soc., Monash Univ., Clayton, 1974), pp. 87–139. Lecture Notes in Math., Vol. 450, Springer, Berlin.
- Buchholz, Wilfried ; Feferman, Solomon ; Pohlers, Wolfram ; Sieg, Wilfried (1981), Iterated inductive definitions and subsystems of analysis: recent proof-theoretical studies, Lecture Notes in Mathematics, 897. Springer-Verlag, Berlin-New York.
- Feferman, Solomon; Hellman, Geoffrey (1995), Predicative foundations of arithmetic, J. Philos. Logic 24, no. 1, 1--17.
- avec Anita Burdman Feferman : Alfred Tarski: Life and Logic (Cambridge University Press, 2004).